# 1993 en arts plastiques
| Années des arts plastiques : 1990 - 1991 - 1992 - 1993 - 1994 - 1995 - 1996    |
| Décennies des arts plastiques : 1960 - 1970 - 1980 - 1990 - 2000 - 2010 - 2020 |

Cette page concerne l'année 1993 en arts plastiques.

## Naissances
- 26 juin: Jordan Molina,  vidéaste web, dessinateur, influenceur, entrepreneur et auteur.

## Décès
- 8 janvier :
  - Alfred Courmes, peintre français (° 21 mai 1898),
  - Georges Le Poitevin, peintre français (° 26 mai 1912),
- 12 janvier : Józef Czapski, peintre, écrivain, essayiste et critique d'art polonais (° 3 avril 1896),
- 20 janvier : Pierre-André Benoit, poète, peintre, illustrateur, graveur, typographe, imprimeur et éditeur d'art français (° 15 septembre 1921),
- 29 janvier : Nicolas Carrega, peintre et graveur français (° 21 février 1914),
- 3 février : Éliane de Meuse, peintre belge (° 9 août 1899),
- 6 février : Dimitri Bouchène, peintre, créateur de décors et de costumes de théâtre, russe, soviétique, naturalisé français (° 26 avril 1893),
- 20 février : Mario Abreu, peintre vénézuélien (° 22 août 1919),
- 24 février : Hernando Viñes, peintre espagnol (° 20 mai 1904),
- 3 mars : Pierre Bosco, peintre français d'origine italienne (° 29 janvier 1909),
- 4 mars : Théo Kerg, peintre, sculpteur, graveur et verrier d'art luxembourgeois (° 2 juin 1909),
- 13 mars : 
  - José Gómez Abad, peintre espagnol (° 29 janvier 1904),
  - Petar Mazev, peintre macédonien (° 10 février 1927),
- 16 mars : Dezső Ákos Hamza, réalisateur et peintre hongrois (° 1er septembre 1903),
- 19 mars : José Charlet, architecte, peintre, sculpteur et graveur français (° 19 octobre 1916),
- 20 mars : Gerard Sekoto, peintre et musicien sud-africain (° 9 décembre 1913),
- 27 mars : André Bréchet, peintre, sculpteur et artisan verrier suisse (° 22 octobre 1921),
- 15 avril : Jean de Riquer, peintre, graveur et résistant français (° 18 septembre 1912),
- 25 avril : Julien Duriez, peintre et écrivain français (° 8 novembre 1900),
- 6 mai : Meraud Guevara, peintre, autrice et poétesse anglo-irlandaise (° 25 juin 1904),
- 11 mai : Rémi Blanchard, peintre français 27 septembre 1958),
- 14 mai : Édouard Pignon, peintre français (° 12 février 1905),
- 16 mai : François Diana, peintre français (° 6 novembre 1903),
- 17 mai :
  - Robert Lapoujade, peintre, graveur à l'eau-forte et à la pointe-sèche, lithographe et réalisateur français (° 3 janvier 1921),
  - Henry Lhotellier, maître verrier et peintre français (° 13 décembre 1908),
- 20 mai : Stevan Bodnarov, sculpteur et peintre serbe puis yougoslave (° 12 août 1905),
- 21 mai :
  - Gustave Hervigo, peintre français (° 27 octobre 1896),
  - Bronisław Kierzkowski, peintre polonais (° 28 août 1924),
- 27 mai : Enzo Benedetto, peintre et écrivain italien (° 10 novembre 1905),
- 2 juin : Mario Comensoli, peintre figuratif suisse (° 15 avril 1922),
- 6 juin : André Lenormand, peintre et caricaturiste français (° 25 mars 1901),
- 7 juin : Fabrizio Clerici, peintre, architecte, photographe, metteur en scène et créateur de costumes italien (° 15 mai 1913),
- 8 juillet : Martin Barré, peintre français (° 22 septembre 1924),
- 15 juillet : Boža Ilić, peintre serbe puis yougoslave (° 17 avril 1919),
- 20 juillet : Jacqueline Lamba, peintre française (° 17 novembre 1910),
- 29 juillet : Jean-Jacques Hueber, peintre français (° 26 février 1920),
- 30 juillet : Paul Quéré, peintre, potier et poète français (° 22 septembre 1931),
- 1er août : Alfred Manessier, peintre français (° 5 décembre 1911),
- 13 août : John Muench, lithographe et peintre américain (° 15 octobre 1914),
- 19 août : Kero Antoyan, photographe et peintre turc (° 10 juillet 1914),
- 12 septembre : Pierre Adrien Ekman, peintre, décorateur et écrivain français (° 7 septembre 1904),
- 13 septembre : Berthe Marcou, peintre et graveuse française (° 8 janvier 1914),
- 2 octobre : Victor Sevastianov, footballeur et peintre soviétique puis ukrainien (° 1er juillet 1923),
- 14 octobre : Nikolai Baskakov, peintre soviétique puis russe (° 8 mai 1918),
- 20 octobre :
  - Milan Konjović, peintre serbe puis yougoslave (° 28 janvier 1898),
  - Chaïa Melamoud, peintre et graphiste russe (° 13 août 1911),
  - Yasushi Sugiyama, peintre japonais des ères Shōwa et Heisei (° 20 octobre 1909),
- 21 octobre : Pierre Gilles, peintre français (° 7 septembre 1913),
- 23 octobre : Sonia Hansen, peintre franco-danoise (° 24 novembre 1901),
- 28 octobre : Émile Chambon, peintre, graveur et dessinateur suisse (° 10 janvier 1905),
- 30 octobre : Jacques Koslowsky, peintre américain d'origine lituanienne (° 13 mars 1904),
- 20 novembre : Paul Guiragossian, peintre arménien palestinien et libanais (° 1926),
- 24 novembre : Yvonne Jean-Haffen, peintre, dessinatrice, graveuse et céramiste française (° 27 octobre 1895),
- 4 décembre : Marcel Jean, peintre, graveur, médailleur et historien de l'art français (° 16 décembre 1900),
- 7 décembre : Abidin Dino, peintre turc (° 23 mars 1913),
- 18 décembre : Paul Lengellé, peintre et illustrateur français (° 1er mars 1908),
- 25 décembre : Nikolaï Timkov, peintre russe (° 12 août 1912),
- 26 décembre : Raymond Rochette, peintre français (° 25 mai 1906),
- ? :
  - Edith van der Aa, peintre néerlandaise (° 6 octobre 1959),
  - Aziz Abou Ali, peintre et graveur marocain  (° 1935),
  - Lucien Ardenne, peintre français (° 21 mars 1914),
  - Norbert Benoit, cinéaste, peintre et chansonnier (° 1910),
  - Gilbert Blanc, peintre français (° 1906),
  - Haren Das, graveur indien (° 1er février 1921),
  - Maurice Garrigues, peintre et poète français (° 1905),
  - Kihei Sasajima, artiste graveur japonais (° 1903),
  - Nguyen Gia Tri, peintre de figures et laqueur vietnamien (° 1908).